# Fiona Ayerst
Fiona Ayerst (née le 20 septembre 1965 à Nairobi au Kenya) est une journaliste et une photographe sud-africaine. 
Avocate de profession, Fiona Ayerts a changé de carrière pour devenir photographe professionnelle en 2006. Elle est devenue connue pour ses photographies sous-marines, plus spécifiquement de la faune sous-marine tels les requins comme le requin-tigre et le requin-baleine. Ses photographies ont remporté plusieurs prix internationaux et ont été publiées dans les magazines et les journaux dans le monde entier. 
Fiona Ayerts écrit également pour plusieurs magazines, est rédacteur en chef pour "Beyond Blue magazine" et directrice d'Africa Media. 

## Biographie
Née au Kenya où elle passe ses 10 premières années, Fiona Ayerst passe son adolescence au Natal en Afrique du Sud où son père enseigne la biologie au Hilton College. Elle étudie le droit à l'université du Natal à Pietermaritzburg, voyage une année entière à travers le monde puis devient avocate à Johannesburg où elle s'installe en 1990. Après avoir fondé son propre cabinet à Randburg et développé des filiales à travers le pays, elle décide en avril 2006 de changer de vie et de se consacrer à ses passions comme la plongée et la photographie sous-marine. 
Elle devient membre du comité fondateur et directrice de Sharklife, une ONG spécialisée dans la conservation et la protection des espèces de requins et, en 2008, s'installe à Mossel Bay au bord de l'océan. 
Ses photographies commencent à remporter des prix dans les concours nationaux et internationaux et sont régulièrement publiées dans divers magazines.Parallèlement, elle devient rédactrice en chef d'un magazine en ligne ("Beyond Blue magazine"), destiné aux jeunes scientifiques et aux explorateurs.